# Jack Lowden
 (décembre 2023).
Pour les articles homonymes, voir Lowden.
Jack Andrew Lowden, né le 2 juin 1990 à Chelmsford, dans l'Essex, au Royaume-Uni, est un acteur britannique.

## Biographie

### Jeunesse
Jack Andrew Lowden est né le 2 juin 1990 à Chelmsford, dans le comté d'Essex, en Angleterre, de Jacquie & Gordon Lowden. Il a un frère cadet, prénommé Calum. Il a grandi à Oxton, dans la région des Scottish Borders, en Écosse.
Son frère cadet, Calum, est devenu danseur de ballet dès son plus jeune âge, et a ensuite été formé à la English National Ballet School et à la Royal Ballet School de Londres. À partir de 2016, il est l'un des premiers solistes au Royal Swedish Ballet.
Quand il avait 10 ans, ses parents l'ont inscrit au Scottish Youth Theatre, à Edimbourg. À l'âge de 12 ans, il a joué John dans le pantomime Peter Pan au King's Theatre d'Edimbourg.
Il a fréquenté Earlston High School, où il a joué dans les productions annuelles de l'école, y compris Buddy Holly dans The Buddy Holly Story, et il a également joué dans divers concerts. Sa détermination de devenir acteur professionnel lui est venue lorsqu'il a vu la pièce Black Watch, lors de sa première sortie en 2007. Pendant ses études secondaires, pour ses cours d'été, il a étudié à la Royal Academy of Dramatic Arts de Londres. Il a également joué régulièrement à la Galashiels Amateur Operatic Society, où il a joué le rôle principal dans The Boy Friend, en 2008.
En 2011, il est diplômé en obtenant une licence en interprétation à la Royal Scottish Academy of Music and Drama, située à Glasgow.

### Carrière
Jack Lowden commence sa carrière en jouant dans un épisode de la série Being Victor, en 2010. On le retrouve deux ans plus tard dans deux épisodes de Mrs Biggs.
En 2013, il se fait connaître du grand public en jouant Adam Roebuck, le fils de Stephen Dillane dans la série franco-anglaise : Tunnel avec Clémence Poésy. Et il fait ses premiers pas au cinéma dans le film You Want Me To Kill Him ?
En 2014, il interprète Thommo dans le film '71 aux côtés de Jack O'Connell, ainsi que la série The Passing Bells.
En 2015, il joue avec Mark Rylance, Claire Foy et Damian Lewis dans la mini-série Dans l'ombre des Tudors.
En 2016, il joue dans la mini-série Guerre et Paix avec Lily James.
Du 23 mai au 2 septembre 2016, entre Dunkerque, en France, Urk, aux Pays-Bas, les comtés de Dorset et de Hampshire, dans le Sud de l'Angleterre, et Hollywood, il tourne sous le commandement de Christopher Nolan dans son nouveau blockbuster Dunkerque, aux côtés, entre autres, de Fionn Whitehead et Harry Styles, chanteur du groupe britannique One Direction, où il retrouve Mark Rylance, et jouant, avec Tom Hardy, deux pilotes de chasse de la Royal Air Force, couvrant l'évacuation des troupes de soldats alliés face aux Allemands, lors de l'opération Dynamo.
En 2017, sa carrière prend un tournant considérable pusqu'il est présent dans A United Kingdom (avec Rosamund Pike et David Oyelowo), Le procès du siècle (avec Rachel Weisz et Timothy Spall), mais surtout, le dernier blockbuster tant attendu de Christopher Nolan sort enfin, le 19 juillet dans les pays francophones et le 21 juillet dans les pays anglophones. De plus, il obtient les rôles principaux des films England is Mine et Calibre.
En octobre 2017, il a été choisi, avec Bill Nighy pour jouer dans la comédie Made in Italy, écrite et mise en scène par James D'Arcy, l'un de ses nombreux co-acteurs dans Dunkerque.
En mars 2018, il a été choisi pour jouer le rôle de l'agent Crawford du FBI, dans le biopic Fonzo, retraçant la vie d'Al Capone, retrouvant ainsi son comparse de Dunkerque, Tom Hardy dans le rôle-titre.
Fin juin 2018, il est en République Dominicaine avec Hayley Atwell, Tamara Lawrance (en) et Lenny Henry pour tourner une adaptation en trois parties du roman The Long Song, d'Andrea Levy, racontant l'histoire d'une esclave dans une plantation de canne à sucre en Jamaïque, au XIXe.
En 2018, il tourne aux côtés de Lena Headey, Vince Vaughn et Dwayne Johnson le film Une famille sur le ring, sorti en 2019.
Fin 2018, du 28 septembre au 24 novembre, il joue aux côtés de Hayley Atwell dans la pièce Measure for Measure de Shakespeare, au Donmar Warehouse de Londres. Il s'agira d'une production unique de la pièce.
En 2022, il commence a jouer dans une série nommée Slow Horses, il joue le personnage de River Cartwright.

### Vie privée
Jack Lowden est en couple depuis 2018 avec l'actrice Saoirse Ronan. L'Irish Independent a rapporté en juillet 2024 qu'ils s'étaient mariés lors d'une cérémonie secrète à Édimbourg.

## Filmographie

### Cinéma
- 2013 : You Want Me To Kill Him ? d'Andrew Douglas : Henry
- 2014 : '71 de Yann Demange : Thommo
- 2017 : Dunkerque (Dunkirk) de Christopher Nolan : Collins
- 2017 : England is Mine de Mark Gill : Steven Patrick Morrissey
- 2017 : Le Procès du siècle (Denial) de Mick Jackson : James Libson
- 2017 : A United Kingdom d'Amma Asante : Tony Benn
- 2017 : Tommy's Honour de Jason Connery : Tommy Morris
- 2018 : Marie Stuart, reine d'Écosse (Mary Queen of Scots) de Josie Rourke : Lord Darnley
- 2018 : Calibre de Matt Palmer : Vaughn
- 2019 : Une famille sur le ring (Fighting with My Family) de Stephen Merchant : Zak Knight
- 2020 : Capone de Josh Trank : l'agent fédéral Crawford
- 2021 : Benediction de Terence Davies : Siegfried Sassoon jeune
- 2024 : The Outrun de Nora Fingscheidt (comme producteur)
- 2025 : Ella McCay de James L. Brooks

### Télévision

#### Séries télévisées
- 2010 : Being Victor : Nick Fairclough
- 2012 : Mrs Biggs : Alan Wright
- 2013 : Tunnel : Adam Roebuck
- 2014 : The Passing Bells : Michael
- 2015 : Dans l'ombre des Tudors : Thomas Wyatt
- 2016 : Guerre et Paix : Nicolas Rostov
- 2018 : The Long Song : Robert Goodwin
- 2022 - 2023 : Slow Horses : River Cartwright
- 2024 : Le Seigneur des anneaux : Forodwaith Sauron (saison 2)
- 2026 : Orgueil et Préjugés : Mr. Darcy

## Théâtre
- 2010 - 2011 : Black Watch : Cammy, Mise en scène John Tiffany, National Theatre of Scotland
- 2012 : Les Chariots du Feu : Eric Liddel, Mise en scène Edward Hall, Hampstead Theatre et Gielgud Theatre
- 2013 - 2014 : Ghosts : Oswald, Mise en scène Richard Eyre, Almeida Theatre et Trafalgar Studios
- 2014 : Electre : Oreste, Mise en scène Ian Rickson, Théâtre Old Vic
- 2018 : Measure for Measure : Donmar Warehouse

## Jeux vidéo
- 2016 : Battlefield 1 : Lawrence d'Arabie

## Distinctions

### Récompenses
- 2013 : Ian Charleson Awards : Premier prix pour Ghosts
- 2014 : Laurence Olivier Award : Meilleur acteur dans un second rôle pour Ghosts
- Festival de Cannes 2022 : Trophée Chopard : Révélation masculine

### Nominations
- Golden Globes 2025 : Meilleur acteur dans un second rôle dans une série, une mini-série ou un téléfilm pour Slow Horses